# Авітохол
Авітохол — легендарний булгарський правитель. Ним починається «Іменник булгарських каганів»: «Авітохол жив триста років. Походив з роду Дуло». Багато дослідників ідентифікують Авітохола з постаттю правителя гунів Аттіли.
Згідно з текстом, він царював з року Діло («Змія»), місяця Твірем («Четвертий»), відповідно до древнього календаря.
Сама назва «Авітохол» в інтерпретації Добрева означає «син сарни» (від «Аві», — сарна, лань, «Тохол» — дитина). Тут висувають ще одну теорію, пов'язану з іменем Козаріг.
Є також гіпотеза, за якою в «Іменнику булгарських правителів» Авітохол та його син Ірнік асоціюються з історичними діячами Аттілою і Ернаком. Таке припущення прийняте більшістю сучасних істориків.